# Alfonso Riestra
Alfonso Riestra (* 16. Juni 1912; † unbekannt) war ein mexikanischer Fußballspieler auf der Position des Torwarts.
Riestra ging aus dem Nachwuchs des CF Asturias hervor und wurde nach dem Weggang des ehemaligen Nationaltorwarts Isidoro Sota in der Saison 1933/34 zum Stammtorhüter befördert, der darüber hinaus schon bald selbst den Sprung in die Nationalmannschaft schaffte und für sein Heimatland insgesamt fünf Länderspiele bestritt: zunächst 1934 alle drei WM-Qualifikationsspiele gegen Kuba (3:2, 5:0 und 4:1) sowie 1935 zwei Spiele im Rahmen der Zentralamerikanischen Meisterschaften gegen Kuba (6:1) und Honduras (8:2).